# Bahrajn na Mistrzostwach Świata w Lekkoatletyce 2009

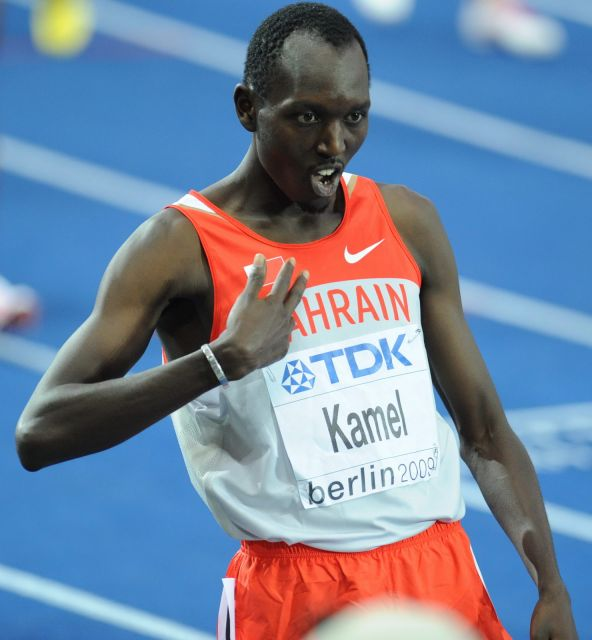
Yusuf Saad Kamel - dwukrotny medalista mistrzostw świata w Berlinie

Bahrajn na Mistrzostwach Świata w Lekkoatletyce 2009 – reprezentacja Bahrajnu podczas czempionatu w Berlinie liczyła 9 członków. Zawodnikom tego azjatyckiego kraju udało się wywalczyć trzy medal w tym dwa złote.

## Występy reprezentantów Bahrajnu

### Mężczyźni
- Bieg na 800 m
  - Belal Mansoor Ali z czasem 1:46,57 zajął 15. miejsce w półfinale i nie awansował do kolejnej rundy
  - Youssef Saad Kamel  zajął 3. miejsce z czasem 1:45,35

- Bieg na 1500 m
  - Belal Mansoor Ali z czasem 3:37,72 zajął 9. miejsce w finale
  - Youssef Saad Kamel  zajął 1. miejsce z czasem 3:35,93

- Bieg na 3000 m z przeszkodami
  - Tareq Mubarak Taher z czasem 8:17,08 zajął 10. miejsce w finale

- Maraton
  - Khalid Kamal Yaseen z czasem 2:20:11 zajął 40. miejsce
  - Stephen Loruo Kamar nie ukończył biegu

- Trójskok
  - Mohamed Yussef Al-Sahabi z wynikiem 16,05 zajął 37. miejsce w eliminacjach i nie awansował do finału

### Kobiety
- Bieg na 100 m
  - Rakia Al-Gassra z czasem 11,51 zajęła 24. miejsce w półfinale i nie awansowała do kolejnej rundy

- Bieg na 200 m
  - Rakia Al-Gassra z czasem 23,26 ustanowiła swój najlepszy rezultat w sezonie i zajęła 18. miejsce w półfinale nie awansując do kolejne rundy

- Bieg na 1500 m
  - Mimi Belete z czasem 4:13,30 zajęła 24. miejsce w półfinale i nie awansowała do finału
  - Maryam Yusuf Jamal  zajęła 1. miejsce z czasem 4:03,74